# Tadeusz Morgenstern-Podjazd

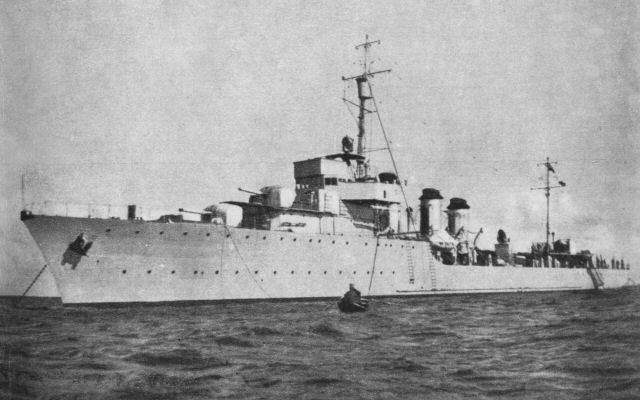
ORP „Wicher” na kotwicy

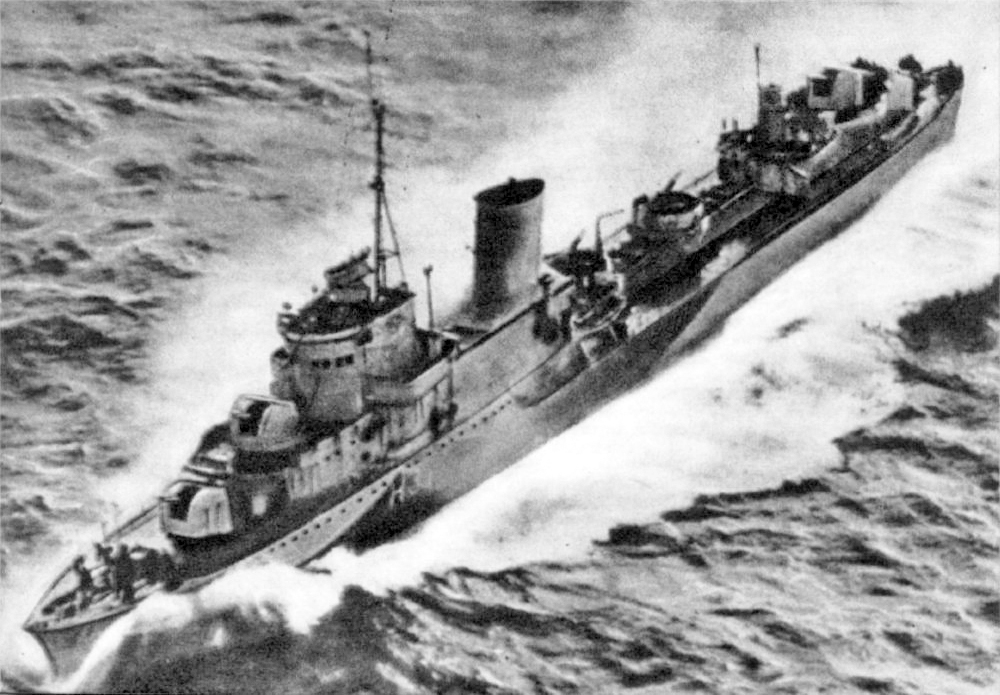
ORP „Błyskawica” w morzu

Tadeusz Józef Roman Podjazd-Morgenstern (ur. 9 listopada 1895 w Czerniowcach, zm. 5 października 1973 w Londynie) – komandor Polskiej Marynarki Wojennej, kawaler Orderu Virtuti Militari, przez władze emigracyjne w 1964 mianowany kontradmirałem.

## Życiorys
Tadeusz Józef Roman Morgenstern-Podjazd urodził się 9 listopada 1895 w Czerniowcach. Pochodził ze spolonizowanej rodziny niemieckiej Morgenstern Edler von Podjazd. Był synem Romana i Heleny Ettmayer-Adelsburgowej. Jego ojciec walczył w powstaniu styczniowym. W 1913 Tadeusz zdał maturę z odznaczeniem w c. k. Gimnazjum III w Krakowie.
Podczas I wojny światowej służył we flocie austro-węgierskiej, w której dosłużył się stopnia Fregattenleutnanta (porucznika marynarki) na okrętach Kaiserliche und Königliche Kriegsmarine. Był morskim oficerem pokładowym niszczycieli. Pływał na torpedowcach, krążowniku „Helgoland” oraz pancernikach „Badenberg” i „Habsburg”. W listopadzie 1917 roku awansowany do stopnia porucznika marynarki (niem. Fregattenleutnant). Był absolwentem Akademii Marynarki Wojennej w Fiume i jednym z twórców polskiej Marynarki Wojennej po 1918 (jego nazwisko zostało wymienione na tablicy pamiątkowej, ustanowionej w 2010 w siedzibie Dowództwa Marynarki Wojennej RP).
Pod koniec 1918 zgłosił się do Wojska Polskiego i został przydzielony do Sekcji Marynarki Wojennej Ministerstwa Spraw Wojskowych w Warszawie i wyznaczony na stanowisko adiutanta szefa. Po przekształceniu Sekcji Marynarki w Departament dla Spraw Morskich ponownie wyznaczono go adiutantem szefa. Od połowy 1920 był kierownikiem Referatu Wyszkolenia w Dowództwie Wybrzeża Morskiego, a następnie referentem Wydziału Spraw Zagranicznych Departamentu dla Spraw Morskich i adiutantem dowódcy pułku morskiego, z którym walczył na wojnie z bolszewikami. Pod koniec 1920 został zastępcą dowódcy okrętu w pierwszej załodze kanonierki ORP „Komendant Piłsudski”. W 1922 krótko dowodził trałowcem ORP „Jaskółka”, po czym objął stanowisko oficera kursowego w Oficerskiej Szkole Marynarki Wojennej w Toruniu. W latach 1925–1927 sprawował funkcję kierownika Wydziału Regulaminów i Wyszkolenia Kierownictwa Marynarki Wojennej, a w 1927 powrócił do Oficerskiej Szkoły Marynarki Wojennej na dyrektora nauk. Od 1928 do 1933 dowodził kolejno torpedowcem ORP „Krakowiak” oraz niszczycielem ORP „Wicher”. Następnie był komendantem Szkoły Podchorążych Marynarki Wojennej w Toruniu. W 1938 został pierwszym dowódcą niszczyciela ORP „Błyskawica”, by jeszcze w tym samym roku objąć dowodzenie dywizjonem kontrtorpedowców w Gdyni. W 1939 pełnił funkcję zastępcy dowódcy Rejonu Umocnionego Hel.
Na krótko przed rozpoczęciem II wojny światowej wyznaczono go komendantem Szkoły Podchorążych Marynarki Wojennej w Bydgoszczy, z którą podczas kampanii wrześniowej ewakuował się do Horodyszcza i 19 września rozkazał rozformowanie. 23 września opuścił Polskę i przez Bukareszt przedostał się do Paryża. Pod koniec 1939 został pierwszym attaché morskim w Szwecji.
W 1941 gen. broni Władysław Sikorski odwołał szefa Kierownictwa Marynarki Wojennej, wiceadm. Jerzego Świrskiego i jego zastępcę komandora Karola Korytowskiego. Powodem tych dymisji był sposób prowadzenia polityki kadrowej i uposażeniowej w Marynarce Wojennej, a bezpośrednią przyczyną stała się samobójcza śmierć dowódcy ORP „Wilk” i grupy okrętów podwodnych kmdra ppor. Bogusława Krawczyka. Na miejsce wiceadm. Świrskiego powołano kmdra Tadeusza Morgensterna-Podjazda, ale ostatecznie objął on funkcję po kmdrze Korytowskim. Wiceadm. Świrski pozostał na stanowisku, gdyż brytyjska Admiralicja nie widziała nikogo, kto mógłby go zastąpić. W związku ze źle układającą się współpracą pomiędzy wiceadm. Świrskim i kmdrem Morgensternem-Podjazdem ten ostatni podał się na początku 1942 do dymisji, ale gen. Sikorski jej nie przyjął.
W październiku 1942 został attaché morskim w Stanach Zjednoczonych, co umożliwiło komandorowi Korytowskiemu powrót na stanowisko zastępcy szefa Kierownictwa Marynarki Wojennej. W 1945 został przeniesiony na stanowisko komendanta Szkoły Podchorążych Marynarki Wojennej, a w styczniu następnego roku dowódcy Obozu Szkolnego Marynarki Wojennej – ORP „Bałtyk” w Okehampton.
Po rozwiązaniu Polskich Sił Zbrojnych nie zdecydował się na powrót do Polski. W 1949 został wybrany prezesem Stowarzyszenia Marynarki Wojennej. Jego rysunki i wspomnienia publikowane były w „Naszych Sygnałach” i „Przeglądzie Morskim”. W Ottawie wystawiał akwarele. Był pomysłodawcą mundurów Marynarki Wojennej z 1921.
Naczelny Wódz, generał broni Władysław Anders mianował go kontradmirałem ze starszeństwem z dniem 1 stycznia 1964 w korpusie generałów.
Zmarł 5 października 1973 w Londynie, został pochowany na cmentarzu Putney Vale.

## Awanse
- porucznik marynarki – 1918
- kapitan marynarki – 1921
- komandor podporucznik – 3 maja 1926 ze starszeństwem z 1 lipca 1925 i 2. lokatą w korpusie morskim
- komandor porucznik – ze starszeństwem z 1 stycznia 1932
- komandor – ze starszeństwem z 19 marca 1938
- kontradmirał – ze starszeństwem z 1 stycznia 1964

## Ordery i odznaczenia
- Krzyż Srebrny Orderu Wojskowego Virtuti Militari nr 4021 (1921)[6]
- Krzyż Kawalerski Orderu Odrodzenia Polski (11 listopada 1937)[7][8]
- Krzyż Walecznych (dwukrotnie)
- Złoty Krzyż Zasługi (19 marca 1931)[9]
- Komandor Orderu Miecza (Szwecja, 1932)[10][11]
- Kawaler Orderu Legii Honorowej (Francja, 1931)[12]
- Kawaler Orderu Danebroga (Dania)
- Brązowy Medal Zasługi Wojskowej z mieczami (Austro-Węgry)[2]
- Brązowy Medal Waleczności (Austro-Węgry)[2]
- Krzyż Wojskowy Karola (Austro-Węgry)[2]